# Ogaridiscus subrupicola
Ogaridiscus subrupicola är en snäckart som först beskrevs av Dall 1877.  Ogaridiscus subrupicola ingår i släktet Ogaridiscus och familjen Zonitidae. Inga underarter finns listade i Catalogue of Life.